# Francesco Mancini (peintre 1830-1905)
Pour les articles homonymes, voir Mancini.
Francesco Mancini, dit Francesco « Lord  » Mancini, (né à Naples le 19 janvier 1830 et mort à Naples le 24 juillet 1905), est un  peintre et aquarelliste italien, lié à l'École de Resìna.

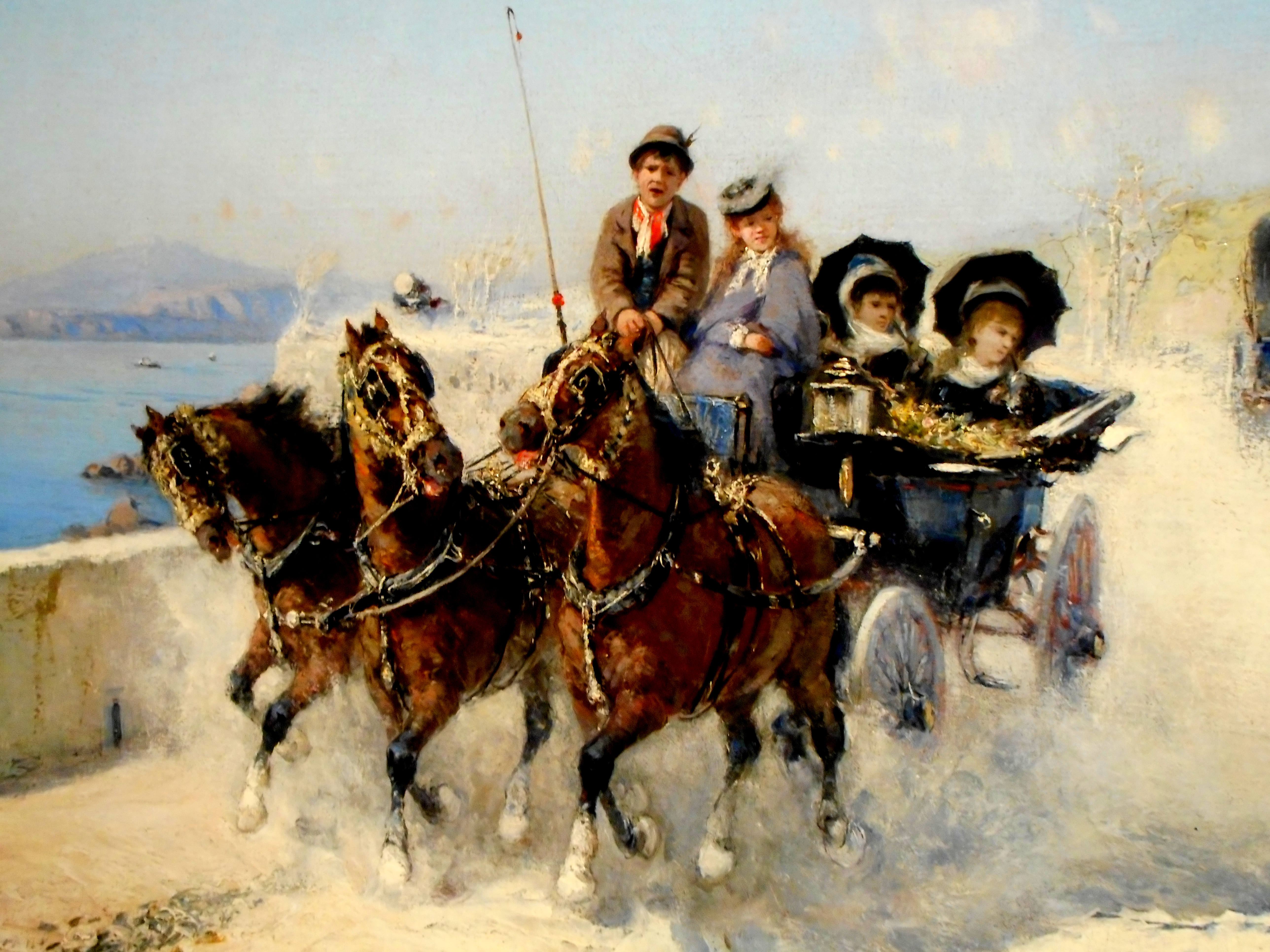
Francesco Mancini, En route de Torre Annunziata à Pompéi, 1874 c., détail

## Biographie
En 1844 Francesco Mancini, âgé de quatorze ans, s'inscrivit à l'Académie des beaux-arts de Naples, dans la classe de dessin et, depuis 1846, dans celle de paysage, sous la direction du peintre Gabriele Smargiassi.
Il présenta à l'Esposizione Borbonica du 1851 Étude de paysage de la Villa Gallo à Capodimonte; à l'exposition du 1855 Paysage avec des pierres, des figures et des bûcherons et Croisés coupant du bois pour construire des machines de guerre; à l'exposition du 1859 le tableau Au grué (conservé au Palais royal de Naples).
Il a participé à l'Exposition Nationale de Florence du 1861, avec les toiles Épisode du 1er octobre 1860 sur les plaines de Capua, Repos de Garibaldi et Garibaldini dans les forêts de la Calabre. Cette production picturale, liée à des événements de l'Unité d'Italie, représente une parenthèse dans activité artistique de Francesco Mancini. Ses peintures Avant-poste de garibaldini et Bersaglieri en action sont aujourd’hui conservées à la Mairie de Naples.

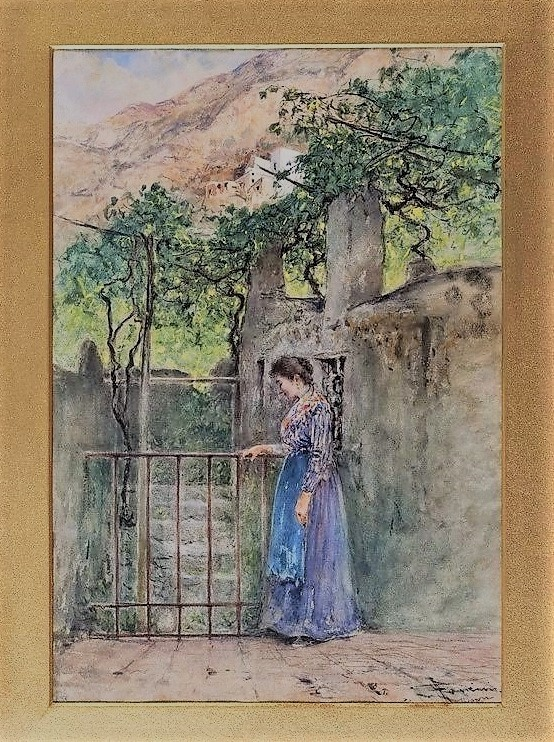
Francesco "Lord" Mancini, Capri, aquarelle sur papier, probable portrait de Rosina Ferrara

Sur Francesco Mancini a écrit Isabella Valente : « Francesco Mancini avec la toile du 1863 Garibaldi à la bataille du Volturne, [au Musée San Martino, Naples] proposa le déroulement transversal de la composition, avec les figures qui disparaissent de façon prospective, un peu plus loin de la moitié de la toile. On peut trouver cette composition dans la Charge de cavalerie. » (« Francesco Mancini con la tela del 1863 Garibaldi alla battaglia del Volturno, [al Museo San Martino, Napoli] propose l'andamento trasversale della composizione con le figure che svaniscono prospetticamente poco oltre la metà della tela, riscontrabile anche nella Carica di Cavalleria.  ») Dans ses toiles, caractéristique est la coupe angulaire, inhabituelle, de la vision.

### Peinture en plein air
À la fin des années cinquante, Francesco Mancini a abandonné les thèmes académiques, pour se consacrer à la peinture en plein air. Il fréquentait l'atelier de Filippo Palizzi qui l'invitait à un rapport plus direct et étroit avec la nature, en le poussant à puiser directement dans le vrai. Vers 1858 Francesco Mancini commence ainsi une série de voyages dans les environs de Naples, dans les Pouilles, en Calabre et dans les Abruzzes, à la recherche de nouveaux paysages à peindre, avec le souci des détails naturalistes, afin de rendre plus perceptible la vision du réel. Il entra en contact avec le groupe de peintres de l'École de Resìna - école également connue sous le nom de République de Portici.
Depuis 1862, il a participé aux expositions organisées par la Società Promotrice de Naples. Il a exposé en 1864 La malade des Maremme et d'autres œuvres à caractère social, comme Travailleurs et Après le travail : ce sont des thèmes qui le rapprochent de la sensibilité sociale de certains peintres macchiaioli. Il a peint  aussi Émigration (1873) et Chemin de fer (1877).

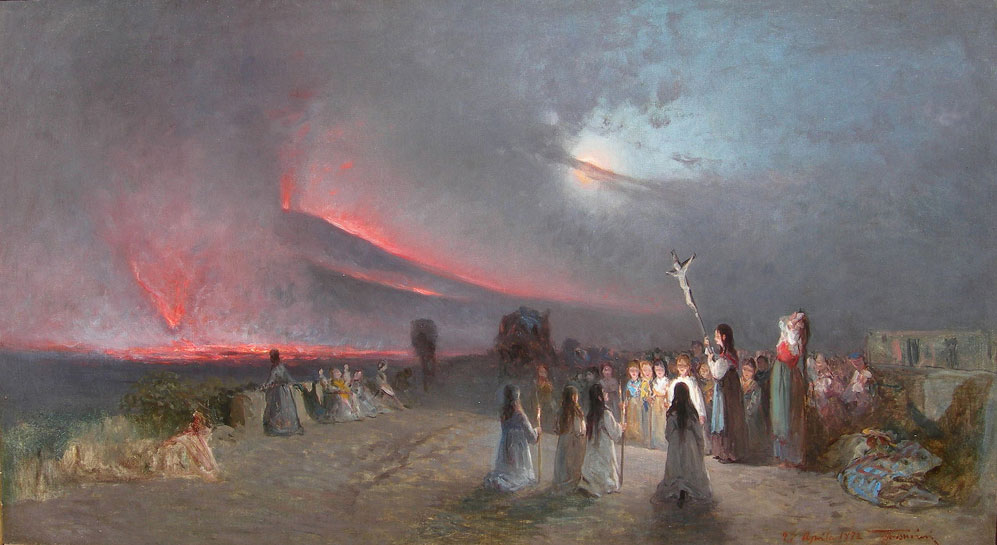
Francesco Mancini, Pluie de cendres pendant l'éruption du Vésuve le 27 avril 1872

En 1877 sa peinture Le rocher, présentée à l'Exposition Nationale de Naples, est achetée par le roi Humbert Ier.
Il est désormais un des protagonistes de la vie culturelle napolitaine et, depuis 1877, est professeur honoraire, pour la peinture, à l’Académie des beaux-arts de Naples et en 1888 est l'un des fondateurs du Cercle Artistique Napolitain. Il a participé aux Expositions Nationales de Turin de 1880 et de 1884 et à l'Exposition Nationale de Milan du 1881 avec l'huile Dans le bois. Ses oeuvres La zingara, Le sport et Après le vendange ont été exposées à Rome en 1883; Cava dei Tirreni et Saint Marc, à Venise en 1887. Après le vendange et Vers le soir, sont conservées à Rome, à la Galerie nationale d'Art moderne et contemporain.
Francesco Mancini a également présenté ses œuvres à Venise et à Rome et, à l'étranger, à Paris, à Vienne et à Munich. Le lien d'amitié avec le peintre John Singer Sargent lui a permis de s'établir pendant de longues périodes en Angleterre, à Londres en particulier.
Dans les années de maturité, en interprétant l'école de Palizzi et en même temps sur la suggestion de l'œuvre de Giuseppe De Nittis, il a représenté les moments agréables et les loisirs mondains de la haute société : les courses joyeuses sur des routes poussiéreuses avec des chariots tirés par des chevaux fougueux, les promenades dans les parcs en calèche, des jeunes et élégantes amazones, la chasse au renard dans les campagnes anglaises. Aux paysages inspirés par les lieux et les coutumes de l'Italie méridionale, aux marines avec des établissements balnéaires édifiés sur pilotis le long des plages napolitaines, il a ainsi adjoint des scènes de vie citadine, réalisées pendant les séjours à Paris et à Londres et qui sont particulièrement appréciées, encore aujourd'hui, par les collectionneurs.
Après les séjours londoniens il obtient le surnom Lord - pour son élégance, presque anglaise - et aussi pour le distinguer du peintre du même nom, du XVIIIe siècle Francesco Mancini.

## Œuvres
- Eruption du 27 avril 1872, huile
- Retour de Montevergine (dans les environs d'Avellino), 1903, huile, 84,5x145 cm
- Au bord du fleuve, huile, 50x87 cm
- Avenue avec personnes en promenade, 22x41 cm
- La maison de Tintoretto, aquarelle, 55x18,2 cm, 1887, (Naples, Galleria dell'Accademia)[7]
- Positano, huile, 95x59 cm, (Naples, Galleria dell'Accademia)
- La "Stanza della Caccia", à Pompei (Naples, Amministrazione Comunale)
- Charge de cavalerie, (Naples, Amministrazione Comunale)
- Trottoir en via Caracciolo
- Chevaux à l'abreauvior, (Avellino, Amministrazione Provinciale)